# Campo Chico, Puebla
Campo Chico är en ort i Mexiko.   Den ligger i kommunen Vicente Guerrero och delstaten Puebla, i den sydöstra delen av landet, 230 km sydost om huvudstaden Mexico City. Campo Chico ligger 2 458 meter över havet och antalet invånare är 284.
Terrängen runt Campo Chico är lite bergig. Runt Campo Chico är det ganska tätbefolkat, med 149 invånare per kvadratkilometer. Närmaste större samhälle är Ajalpan, 16,2 km sydväst om Campo Chico. Omgivningarna runt Campo Chico är en mosaik av jordbruksmark och naturlig växtlighet.